# Pierre-Cardin Le Bret de Flacourt
Pour les articles homonymes, voir Le Bret.
Pour le couturier, voir Pierre Cardin.
Pour les autres membres de la famille, voir Famille Le Bret.
Pierre-Cardin Le Bret, seigneur de Flacourt et de Pantin, né à Paris vers 1640 et décédé à Aix-en-Provence le 25 février 1710 (enseveli le lendemain à la Madeleine), est un administrateur et  parlementaire aixois des XVIIe et XVIIIe siècles.

## Biographie

### Origine et famille
Il était le fils de Julien Le Bret, (mort en avril 1688), seigneur de Flacourt, conseiller au parlement de Paris et de Marie Sublet (décédée en juillet 1686), fille de Pierre Sublet d'Heudicourt, seigneur de Romilly, conseiller du roi en ses conseils d’État et privé, trésorier général de l'extraordinaire des guerres et cousine de François Sublet de Noyers, ministre de Louis XIII.
Les Le Bret étaient originaires de Normandie et furent anoblis à la fin du XVIe siècle grâce à l’obtention de la charge d’avocat général à la cour des aides. Le grand-père de Pierre-Cardin, Cardin Le Bret (1558-1655), seigneur de Flacourt avait déjà inscrit dans l'histoire familiale sa remarquable réussite parlementaire en étant Conseiller de Richelieu, avocat général en la Cour des aides et premier président au Parlement de Metz. Les Le Bret de Flacourt ont eu, au total, du XVIe au XVIIIe siècle, six magistrats en succession directe, dont Pierre-Cardin est le troisième. Les Le Bret de Flacourt sont un bon exemple de l'interférence sociale entre la Haute Robe parisienne et les fonctions d'intendant.

### Carrière
Pierre-Cardin fut successivement conseiller au grand conseil (1668), maître des requêtes (1676), intendant du Limousin (1681), du Dauphiné (1683), du Lyonnais (1686), et de Provence (1687-1704). Il fut reçu premier Président du Parlement d’Aix, le 8 octobre 1691. Il exerça la première présidence jusqu'à sa mort, survenue en 1710.
Il est l'auteur d'un Mémoire statistique sur l'intendance de Provence, commandé par le duc de Beauvilliers, et dont il avait d'abord confié la rédaction à son fils (1697), mais celui-ci ayant déplu, il fut obligé de le reprendre entièrement. Son travail, précis et concis, témoigne d'un administrateur efficace et compétent, allant droit à l'essentiel.

### Famille
Le 10 décembre 1668 il épouse Marie Veydeau de Grandmont (fille de François de Gramont-Saint-Lubin et de Marie Courtin de Tanqueux). De cette union naissent :
- Marie Le Bret (décédée en 1756)
- Cardin (II) Le Bret (1675-1734), à qui il transmet l'intendance de Provence 1704 et la première présidence du Parlement de Provence 1710.

## Portrait par Hyacinthe Rigaud

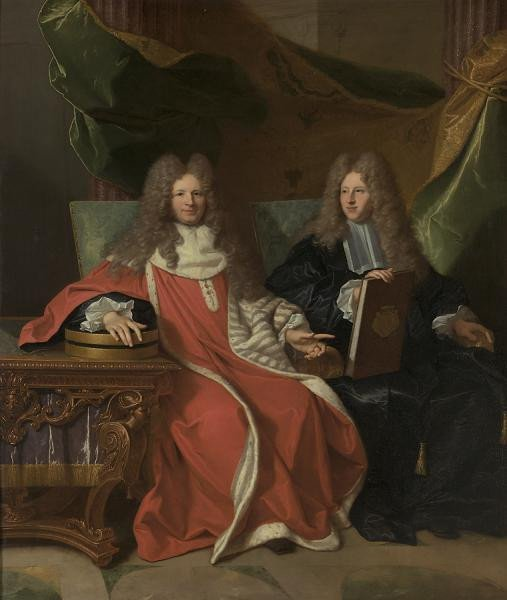
Pierre-Cardin Lebret et son fils Cardin par Hyacinthe Rigaud en 1697

Le portrait de Pierre Cardin Le Bret de Flacourt a été peint par Hyacinthe Rigaud en 1697 contre 1800 livres. Le montant exigé par l'artiste pour cette commande se justifie par le caractère exceptionnel de la composition : deux personnages sont représentés en pied, assis, au sein d’un environnement luxueux fait d’une lourde table, d’un rideau de fond qui habille des colonnes cannelées.
La toile (219 x 186 cm) est actuellement conservée en Australie, National Gallery of Victoria (Inv. n°1205-5 ; Signé et daté au dos : Hyacinthe Rigaud pinxit 1697). Provenant de la collection de Mme Paul Le Bret de Flacourt, née Miromesnil l'œuvre passa à la comtesse de Courtivron et fut conservée au château de Bretteville en Normandie jusqu’au début des années 1960. Elle fut alors donnée au musée par Everard Studley Miller en 1962.
L'effigie de Pierre Cardin Le Bret de Flacourt fut, par la suite, dissociée pour être transposée à l'estampe par Cœlemans puis par Cundier.
Ursula Holf, du musée de Melbourne, a suggéré que Rigaud s’est sans doute inspiré pour le double portrait des Le Bret de Flacourt, de la pose inventée par Van Dyck lorsque ce dernier figura, en 1632, le roi Charles Ier et la reine Henriette Marie, accompagnés de leurs deux enfants, le prince Charles et la princesse Mary (Buckingham Palace, collection royales). La copie de ce tableau, appartenant au Régent et conservée au Palais Royal de 1701 à 1798, était d’ailleurs connue de Rigaud (Londres, Goodwood House). On y retrouve le grand drapé de fond, le couple représenté en pied, assis dans de somptueux fauteuils et la présence d’une table à gauche, sur laquelle le monarque pose la main.